# Кожалепесова Бегзада
Бегзада Кожалепесова (1922, Первомайський аул, тепер Чимбайського району, Каракалпакстан, Узбекистан — ?) — радянська каракалпацька діячка, голова колгоспу імені Орджонікідзе Первомайської аулради Чимбайського району Кара-Калпацької АРСР. Депутат Верховної ради СРСР 3-го скликання.

## Життєпис
Народилася в родині дехканина. З 1939 року працювала колгоспницею колгоспу імені Орджонікідзе Первомайської аулради Чимбайського району Кара-Калпацької АРСР.
У 1944—1946 роках — заступник голови правління колгоспу імені Орджонікідзе Первомайської аулради Чимбайського району. 
Член ВКП(б) з 1944 року.
У 1946—1947 роках — колгоспниця, в 1947—1949 роках — ланкова бавовницької бригади колгоспу імені Орджонікідзе Первомайської аулради Чимбайського району.
З 1949 року — голова правління колгоспу імені Орджонікідзе Первомайської аулради Чимбайського району.
Подальша доля невідома.